# ブラックシェル
ブラックシェル（英語: Black Shell）は、日本の競走馬である。全姉にシェルズレイがいる。馬名の意味はblack+shellで、「黒い貝」。父母の名前からの連想である。

## 経歴

### 2歳時代
デビューは2007年11月11日、東京競馬場の2歳新馬戦。デビュー戦はダイシンプランの2着に敗れるが、2戦目で初勝利を挙げる。続く12月のホープフルステークスではマイネルチャールズをとらえ切れずに2着と惜敗。

### 3歳〜6歳時代
年が明けて2008年1月6日、福寿草特別で最後にキングスエンブレムを交わして勝利。重賞初挑戦となったきさらぎ賞で、武豊を鞍上に迎え1番人気に支持されるも、馬体重がプラス10キログラムのうえ、ゲート内でも焦れ込み大きく出遅れ7着と敗退。皐月賞のトライアルレースである弥生賞ではふたたび1番人気に支持される。レースは1000メートル通過が62秒台というかなりのスローペースで、経済コースを通って直線で早めに抜け出したマイネルチャールズを追い詰めるも届かず2着。しかし皐月賞への優先出走権は獲得し、皐月賞に出走した。
その皐月賞では、マイネルチャールズと同枠の5枠に入った。レースでは好スタートを決めると内側にいたマイネルチャールズに後手を踏ませることには成功するも、直後にサブジェクトに前を塞がれ、結局後位でレースを進める。そのまま淡々とレースが進み最後の直線に入るもさほど伸びずに6着に敗れた。獲得賞金の問題から日本ダービーへの出走が微妙となったため、賞金を積み上げるために、新たに鞍上に後藤浩輝を迎えて、NHKマイルカップに出走。このレースは父クロフネが制しており、親子制覇の期待がかかっていたが、レースは逃げたゴスホークケンが大きく外を回って内側が大きく空いたため、そこをついて先頭に立とうとするも、同じように内を突いてきたディープスカイに交わされ2着に敗れた。
NHKマイルカップで敗れはしたものの、賞金を加算できたため、予定通り6月1日の日本ダービーに出走。ふたたび鞍上は武に戻った。レースでは、同厩舎のモンテクリスエスに最初のコーナーで不利を受け、これが響いてスムーズにレースを運べず、ディープスカイの3着に敗れた。夏場の休養を挟んで秋緒戦は9月28日の神戸新聞杯に出走、ディープスカイの2着となり菊花賞への優先出走権を獲得したが、10月11日に右前浅屈腱炎（全治9か月以上）が判明し休養。3年以上の時間をかけて復帰を目指したが、2011年12月18日付けでJRAの競走馬登録を抹消され、引退した。
引退後は乗馬となり、2012年6月時点では滋賀県にある水口乗馬クラブに繋養されている。

## 競走成績
| 年月日 | 年月日 | 年月日 | 競馬場 | 競走名      | 格      | 頭数 | 枠番 | 馬番 | オッズ （人気） | オッズ （人気） | 着順 | 騎手     | 斤量 | 距離（馬場）  | タイム （上り3F） | タイム 差 | 勝ち馬/（2着馬）       |
| 2007   | 11.    | 15     | 京都   | 2歳新馬     |         | 10   | 1    | 1    | 8.9             | （4人）         | 2着  | 福永祐一 | 55   | 芝1800m（良） | 1.50.9 (34.2)     | 0.0       | ダイシンプラン         |
|        | 12.    | 2      | 阪神   | 未勝利      |         | 9    | 3    | 3    | 1.8             | （1人）         | 1着  | 安藤勝己 | 55   | 芝2000m（良） | 2.04.5 (34.5)     | -0.1      | （ドリームストライド） |
|        | 12.    | 23     | 中山   | ホープフルS | OP      | 9    | 2    | 2    | 2.4             | （1人）         | 2着  | 安藤勝己 | 55   | 芝2000m（稍） | 2.04.0 (36.1)     | 0.1       | マイネルチャールズ     |
| 2008   | 1.     | 6      | 京都   | 福寿草特別  | 500万下 | 14   | 2    | 2    | 2.8             | （2人）         | 1着  | 安藤勝己 | 56   | 芝2000m（良） | 2.02.3 (34.3)     | -0.1      | （キングスエンブレム） |
|        | 2.     | 17     | 京都   | きさらぎ賞  | JpnIII  | 15   | 2    | 2    | 2.8             | （1人）         | 7着  | 武豊     | 56   | 芝1800m（良） | 1.49.1 (34.5)     | 0.3       | レインボーペガサス     |
|        | 3.     | 9      | 中山   | 弥生賞      | JpnII   | 16   | 7    | 13   | 3.8             | （1人）         | 2着  | 武豊     | 56   | 芝2000m（良） | 2:01.9 (34.6)     | 0.1       | マイネルチャールズ     |
|        | 4.     | 20     | 中山   | 皐月賞      | JpnI    | 18   | 5    | 10   | 5.6             | （2人）         | 6着  | 武豊     | 57   | 芝2000m（良） | 2:02.2 (34.8)     | 0.5       | キャプテントゥーレ     |
|        | 5.     | 11     | 東京   | NHKマイルC  | JpnI    | 18   | 3    | 5    | 9.2             | （3人）         | 2着  | 後藤浩輝 | 57   | 芝1600m（稍） | 1:34.5 (34.6)     | 0.3       | ディープスカイ         |
|        | 6.     | 1      | 東京   | 東京優駿    | JpnI    | 18   | 2    | 3    | 12.0            | （6人）         | 3着  | 武豊     | 57   | 芝2400m（良） | 2:27.0 (34.7)     | 0.3       | ディープスカイ         |
|        | 9.     | 28     | 阪神   | 神戸新聞杯  | JpnII   | 18   | 5    | 10   | 5.8             | （3人）         | 2着  | 武豊     | 56   | 芝2400m（良） | 2:25.3 (34.7)     | 0.0       | ディープスカイ         |

## 血統表
| ブラックシェルの血統（ヴァイスリージェント系／アウトブリード） | ブラックシェルの血統（ヴァイスリージェント系／アウトブリード） | ブラックシェルの血統（ヴァイスリージェント系／アウトブリード） | （血統表の出典）      | （血統表の出典） |
| 父 * クロフネ Kurofune 1998 芦毛                               | 父の父* フレンチデピュティ French Deputy 1992 栗毛             | Deputy Minister                                                | Vice Regent           | Vice Regent      |
| 父 * クロフネ Kurofune 1998 芦毛                               | 父の父* フレンチデピュティ French Deputy 1992 栗毛             | Deputy Minister                                                | Mint Copy             |                  |
| 父 * クロフネ Kurofune 1998 芦毛                               | 父の父* フレンチデピュティ French Deputy 1992 栗毛             | Mitterand                                                      | Hold Your Peace       | Hold Your Peace  |
| 父 * クロフネ Kurofune 1998 芦毛                               | 父の父* フレンチデピュティ French Deputy 1992 栗毛             | Mitterand                                                      | Laredo Lass           |                  |
| 父 * クロフネ Kurofune 1998 芦毛                               | 父の母* ブルーアヴェニュー Blue Avenue 1990 芦毛               | Classic Go Go                                                  | Pago Pago             | Pago Pago        |
| 父 * クロフネ Kurofune 1998 芦毛                               | 父の母* ブルーアヴェニュー Blue Avenue 1990 芦毛               | Classic Go Go                                                  | Classic Perfection    |                  |
| 父 * クロフネ Kurofune 1998 芦毛                               | 父の母* ブルーアヴェニュー Blue Avenue 1990 芦毛               | Eliza Blue                                                     | Icecapade             | Icecapade        |
| 父 * クロフネ Kurofune 1998 芦毛                               | 父の母* ブルーアヴェニュー Blue Avenue 1990 芦毛               | Eliza Blue                                                     | *コレラ               |                  |
| 母 オイスターチケット 1998 鹿毛                                | 母の父ウイニングチケット 1990 黒鹿毛                           | *トニービン Tony Bin                                           | *カンパラ             | *カンパラ        |
| 母 オイスターチケット 1998 鹿毛                                | 母の父ウイニングチケット 1990 黒鹿毛                           | *トニービン Tony Bin                                           | Severn Bridge         |                  |
| 母 オイスターチケット 1998 鹿毛                                | 母の父ウイニングチケット 1990 黒鹿毛                           | パワフルレディ                                                 | マルゼンスキー        | マルゼンスキー   |
| 母 オイスターチケット 1998 鹿毛                                | 母の父ウイニングチケット 1990 黒鹿毛                           | パワフルレディ                                                 | ロッチテスコ          |                  |
| 母 オイスターチケット 1998 鹿毛                                | 母の母ナムラピアリス 1984 栗毛                                 | トウショウボーイ                                               | *テスコボーイ         | *テスコボーイ    |
| 母 オイスターチケット 1998 鹿毛                                | 母の母ナムラピアリス 1984 栗毛                                 | トウショウボーイ                                               | ソシアルバターフライ  |                  |
| 母 オイスターチケット 1998 鹿毛                                | 母の母ナムラピアリス 1984 栗毛                                 | ヤマニサクラ                                                   | タリヤートス          | タリヤートス     |
| 母 オイスターチケット 1998 鹿毛                                | 母の母ナムラピアリス 1984 栗毛                                 | ヤマニサクラ                                                   | モンテホープ F-No.3-l |                  |

- 全姉シェルズレイの産駒にシャイニングレイとレイパパレがいる。
- 5代母トサモアーは1955年の阪神3歳ステークス勝ち馬。
- さらに牝系を遡ると、小岩井農場の基礎輸入牝馬の1頭であるフロリースカツプにたどり着く。